# Industrieanzeiger
Der Industrieanzeiger ist eine deutsche Fachzeitschrift, die in der Konradin Mediengruppe in Leinfelden-Echterdingen bei Stuttgart erscheint und bundesweit vertrieben wird. Mit einer über 140-jährigen Geschichte zählt er zu den ältesten Fachzeitschriften im deutschsprachigen Raum. Die verbreitete Auflage liegt derzeit bei 36.859 Exemplaren. Die Zeitschrift richtet sich vor allem an die Geschäftsführung und die Ebene des technischen Managements kleiner und mittlerer Unternehmen im Umfeld des Maschinen- und Anlagenbaus. Sie bringt Nachrichten, Hintergrund-, Trend- und Technologieberichte sowie Interviews aus Wirtschaft und Technik.
Der Industrieanzeiger erscheint derzeit 19 Mal pro Jahr. Darüber hinaus werden zu wirtschaftlich bedeutenden Großveranstaltungen wie der jährlich stattfindenden Hannover-Messe und anderen relevanten Themenschwerpunkten Sonderausgaben veröffentlicht. Der Industrieanzeiger ist das offizielle Organ des Wirtschaftsverbandes Stahl- und Metallverarbeitung (WSM e. V.).

## Geschichte

### 19. Jahrhundert

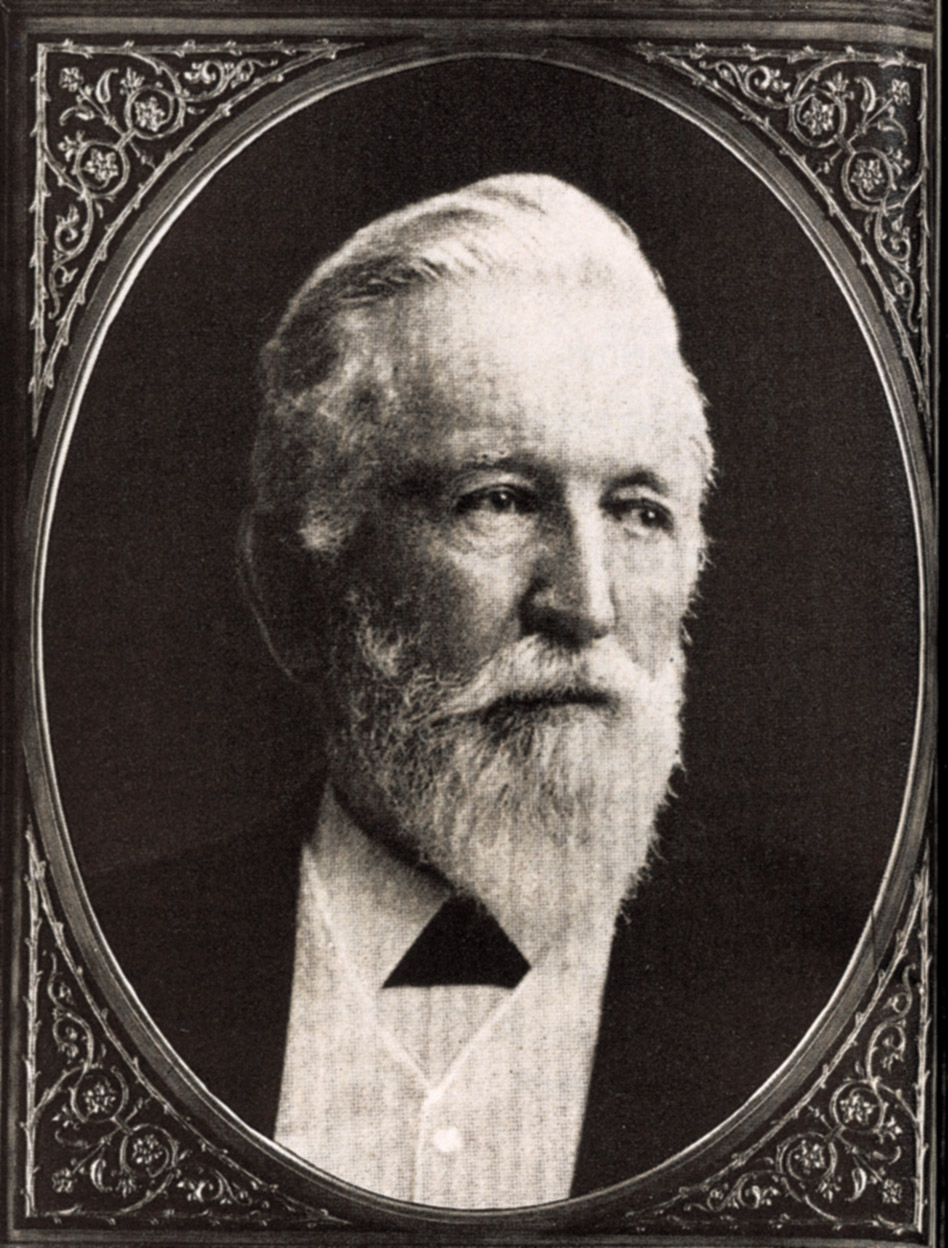
Wilhelm Girardet (I) (1838–1918)

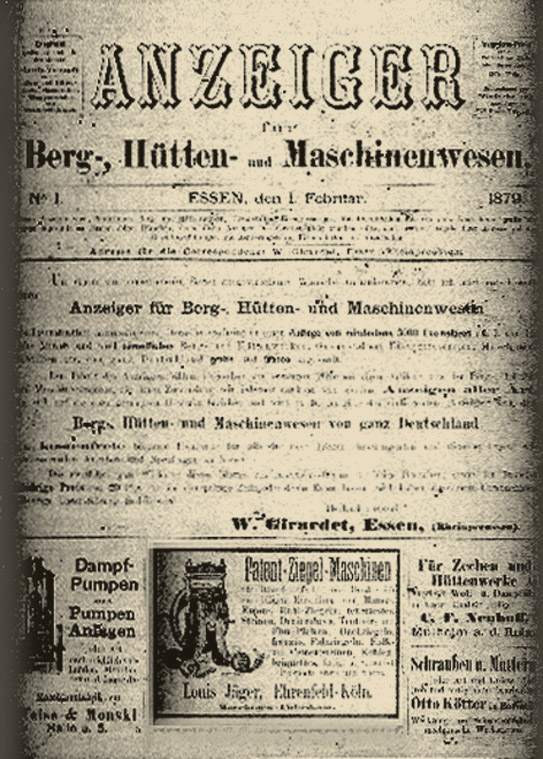
Erstausgabe vom 1. Februar 1879

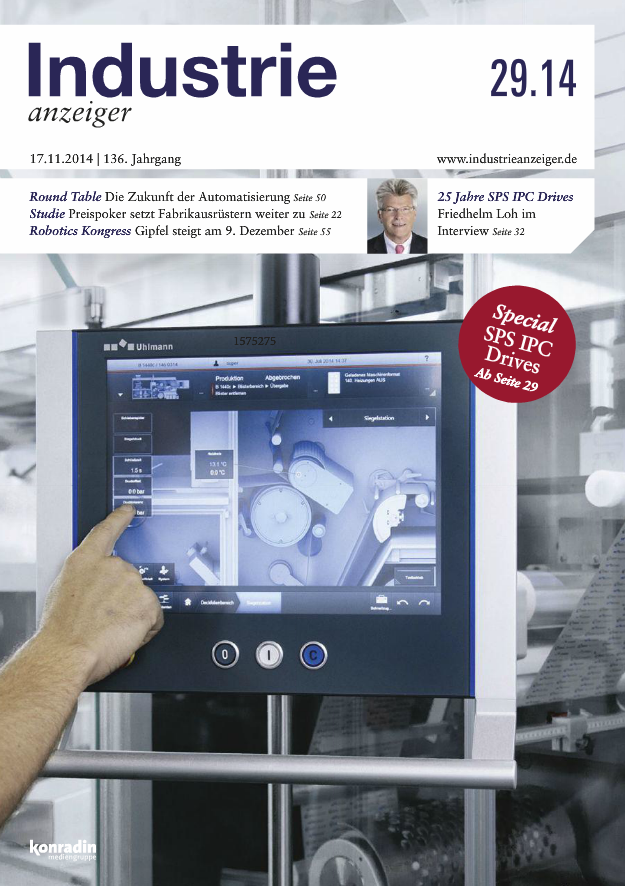
Titel aus dem Jahr 2014

„Die große Verbreitung einer politischen, in fast alle Kreise dringenden Zeitung ist keineswegs eine Garantie dafür, daß die in derselben enthaltenen Geschäftsanzeigen aller erdenklichen Branchen dem Leser auch zur Kenntnis kommen.“

Die wachsende Mechanisierung von Produktionsprozessen und die damit verbundene Zunahme von Maschinen brachten den Essener Buchdrucker und Verleger Wilhelm Girardet (I) im Jahr 1879 auf die Idee, einen Anzeiger ausschließlich für die Industrie zu publizieren. Er gründete den Anzeiger für Berg-, Hütten- und Maschinenwesen, eine Zeitschrift, die Inserate und Informationen zu technischen Produkten und Prozessen im Bereich der industriellen Fertigung bot. Als eine der ersten Fachzeitschriften im deutschsprachigen Raum richtete sich der Anzeiger damit vorrangig an die Hersteller sowie Abnehmer von Investitionsgütern. Die Erstausgabe erschien am 1. Februar 1879 mit einer Auflage von zunächst 3.000 Exemplaren. Rund zehn Jahre später hatte sich die Auflage mehr als versechsfacht.

### 20. Jahrhundert
Im Jahr 1906 übernahm der Sohn des Gründers, Wilhelm Girardet (II), die Führung des Betriebs und damit auch die Leitung des Anzeigers für Berg-, Hütten- und Maschinenwesen. 1916 setzte er für die Zeitschrift erstmals eine feste Redaktion ein. Bereits zu dieser Zeit wurden neben dem regulären Heft Sonderausgaben zu Ausstellungen und Messen veröffentlicht. Mit zunehmender Dominanz der eisen- und metallverarbeitenden Industrie zu Beginn des 20. Jahrhunderts wendete sich der Anzeiger für Berg-, Hütten- und Maschinenwesen redaktionell immer mehr dem Maschinen- und Werkzeugmaschinenbau zu. Diese Neuausrichtung führte 1934 zu einer Umbenennung in Anzeiger für Maschinenwesen.
Die in Essen ansässige Waffenindustrie machte die Stadt während des Zweiten Weltkriegs zu einem wichtigen militärischen Ziel für die Alliierten Streitkräfte. Bei einem der zahlreichen Bombenangriffe auf die Stadt wurden auch große Teile des Girardet Verlagsgeländes zerstört. Erst nach einem langjährigen Wiederaufbau und der Aufhebung des Lizenzzwangs für Druckerzeugnisse konnte der Anzeiger für Maschinenwesen im Jahr 1949 unter seinem neuen Namen Industrieanzeiger wieder erscheinen.
Das deutsche Wirtschaftswunder der 1950er Jahre verhalf dem Girardet Verlag zu einem neuen Aufschwung. Im Jahr 1965 beschäftigte der Verlag in Essen rund 2.700 Mitarbeiter und besaß mit insgesamt acht Tiefdruckrotationsmaschinen eine der größten Druckereien in der Bundesrepublik Deutschland. Der Industrieanzeiger entwickelte sich in dieser Zeit zu einer Fachzeitschrift für die gesamte technische Industrie. Neben den Schwerpunkten Maschinenwesen sowie Eisen- und Metallverarbeitung kam die Kunststoff-Technologie als Themenschwerpunkt hinzu.
Mit dem Siegeszug des kostengünstigen Offsetdrucks verlor der Girardet Verlag in den 1970er Jahren zunehmend Aufträge. Teile des Betriebs wurden stillgelegt und Arbeiter entlassen. 1988 meldete das Unternehmen, welches zu diesem Zeitpunkt noch 750 Mitarbeiter beschäftigte, Konkurs an. Der Industrieanzeiger wurde dagegen bereits 1983 durch die Konradin Mediengruppe aus Leinfelden-Echterdingen vom Girardet Verlag übernommen. Die Ausrichtung des Anzeigers als polytechnische Fachzeitschrift, die zweimal wöchentlich erscheint, blieb zunächst erhalten.
Mit rund 61.000 Exemplaren pro Ausgabe erreichte der Industrieanzeiger im Jahr 1992 mit die höchste Verbreitung im Bereich der Industrie-Fachzeitschriften. Zeitgleich wurde der Veröffentlichungs-Turnus von zweimal auf einmal wöchentlich umgestellt. Im Jahr 1997 ging die Zeitschrift erstmals mit einem eigenen Internetauftritt online.

### Gegenwart
Die sinkenden Auflagen im Bereich der Fachzeitschriften haben den Umfang und den Inhalt der Zeitschrift verändert. So finden sich zeitlich aktuelle Meldungen in erster Linie im Online-Auftritt der Marke, während die Printausgabe auf themenaktuelle Inhalte fokussiert ist.

## Chefredakteure
- 1916 – 1933: Heinrich Reisner
- 1933 – 1944: Max Müller
- 1949 – 1963: Max Müller
- 1963 – 1966: Johannes Larink
- 1966 – 1976: Kurt Reitz
- 1976 – 1980: Ernst Rehling
- 1980 – 2005: Rolf Langbein
- 2005 – 2021: Werner Götz
- seit 2021: Alexander Gölz